# Tetragnatha linyphioides
Tetragnatha linyphioides este o specie de păianjeni din genul Tetragnatha, familia Tetragnathidae, descrisă de Karsch, 1878.
Este endemică în Mozambic. Conform Catalogue of Life specia Tetragnatha linyphioides nu are subspecii cunoscute.